# Quipungo
Quipungo és un municipi de la província de Huíla. Té una extensió de 7.633 km² i 146.914 habitants segons el cens de 2014. Comprèn les comunes de Cainda, Chicungo, Ombo, Quipungo i Tchiconco. Limita al nord amb els municipis de Caluquembe i Cacula, a l'est amb el municipi de Matala, al sud amb el municipi de Gambos, i a l'oest amb el municipi de Chibia.
El 31 de maig de 1993 un atac de guerrillers d'UNITA van fer descarrilar un tren a Quipungo, provocant la mort de 355 persones.